# Полк (округ, Північна Кароліна)
Шаблон:StateAbbr_ 35°17′ пн. ш. 82°10′ зх. д. / 35.28° пн. ш. 82.17° зх. д.
Округ  Полк (англ. Polk County) — округ (графство) у штаті  Північна Кароліна, США. Ідентифікатор округу 37149.

## Історія
Округ утворений 1855 року.

## Демографія
За даними перепису 
2000 року 
загальне населення округу становило 18324 осіб, зокрема міського населення було 1667, а сільського — 16657.
Серед мешканців округу чоловіків було 8692, а жінок — 9632. В окрузі було 7908 домогосподарств, 5338 родин, які мешкали в 9192 будинках.
Середній розмір родини становив 2,78.
Віковий розподіл населення поданий у таблиці:
| Стать    | До 15 років | 15-21 | 22-29 | 30-39 | 40-49 | 50-65 | 65-85 | Понад 85 |
| -------- | ----------- | ----- | ----- | ----- | ----- | ----- | ----- | -------- |
| Чоловіки | 1551        | 658   | 677   | 1111  | 1271  | 1636  | 1589  | 199      |
| Жінки    | 1544        | 555   | 653   | 1137  | 1384  | 1822  | 2066  | 471      |

## Суміжні округи
- Рутерфорд — північний схід
- Спартанберг, Південна Кароліна — південь, південний схід
- Грінвілл, Південна Кароліна — південь, південний захід
- Гендерсон — захід

## Виноски
1. ↑  U.S. Decennial Census. United States Census Bureau. Процитовано 18 січня 2015.
2. ↑  Historical Census Browser. University of Virginia Library. Архів оригіналу за 11 серпня 2012. Процитовано 18 січня 2015.
3. ↑  Forstall, Richard L., ред. (27 березня 1995). Population of Counties by Decennial Census: 1900 to 1990. United States Census Bureau. Процитовано 18 січня 2015.
4. ↑  Census 2000 PHC-T-4. Ranking Tables for Counties: 1990 and 2000 (PDF). United States Census Bureau. 2 квітня 2001. Процитовано 18 січня 2015.
5. ↑  State & County QuickFacts. United States Census Bureau. Архів оригіналу за 7 червня 2011. Процитовано 29 жовтня 2013.(англ.) Наведено за англійською вікіпедією.
6. ↑  American FactFinder. Бюро перепису населення США. Архів оригіналу за 26 лютого 2012. Процитовано 31 січня 2008.

| США | Це незавершена стаття з географії США. Ви можете допомогти проєкту, виправивши або дописавши її. |